# Hans Hoffmann (Kunsthistoriker)
Hans Hoffmann (* 26. Juli 1888 in Winterthur; † 17. Oktober 1955 in Locarno) war ein Schweizer Kunsthistoriker.

## Leben
Nach dem Besuch der Schule in Winterthur und Wald besuchte er das Seminar in Küsnacht, wo er die Primarschullehrerprüfung ablegte. Er begann ein Studium an der Universität Zürich mit dem Ziel, Sekundarlehrer zu werden, spezialisierte sich dann aber auf Kunstgeschichte. 1923 wurde er bei Josef Zemp promoviert. 1928 wurde er habilitiert und Privatdozent. 1937 erfolgte die Ernennung zum Titularprofessor, 1947 dann wurde er ausserordentlichen Professor für Kunstgeschichte des Mittelalters und der neuen Zeit unter besonderer Berücksichtigung der Architekturgeschichte.

## Veröffentlichungen (Auswahl)
- Der Stuckplastiker Giovanni Battista Barberini, ca. 1625–90. Augsburg 1928 (Dissertation).
- Die Entwicklung der Architektur Mailands von 1550 bis 1650. In: Wiener Jahrbuch für Kunstgeschichte. 9, 1934, S. 63–100 (Habilitationsschrift).
- Das Grossmünster in Zürich. 1–4. In: Mitteilungen der Antiquarischen Gesellschaft in Zürich 1937–1942.
- mit Paul Kläui (auf Grund der Vorarbeiten von Konrad Escher): Die Kunstdenkmäler des Kantons Zürich. Band V: Die Stadt Zürich, Zweiter Teil (= Die Kunstdenkmäler der Schweiz. Band 22). Birkhäuser, Basel 1949.
- Die Kunstdenkmäler der Stadt Zürich. Dritter Teil. In: Emanuel Dejung, Richard Zürcher, Hans Hoffmann: Die Kunstdenkmäler des Kantons Zürich. Band VI (= Die Kunstdenkmäler der Schweiz. Band 27). Birkhäuser, Basel 1952, ISBN 978-3-7643-1786-7, S. 399ff.